# Erna Osland

Erna Osland, född 24 februari 1951, är en norsk författare av bland annat ungdomslitteratur. Osland skriver på nynorska.
Osland är från Høyanger i Sogn och bosatt i Matredal i Masfjorden i Hordaland. 1987 debuterade hon med ungdomsromanen Natteramnen.

## Priser och utmärkelser
- 1992 – Skolbibliotekarieföreningens litteraturpris för Kryssord och Reisa til Maria
- 1995 – Nynorska barnlitteraturpriset för Matti og den store stjernepassaren
- 1996 – Sigmund Skard-stipendet
- 1997 – Sunnmørspriset för Det sjette grepet
- 1999 – Bragepriset för Salamanderryttaren
- 1999 – Kritikerpriset för Salamanderryttaren
- 2005 – Kultur- och kyrkodepartementets priser för barn- och ungdomslitteratur för Skarpe tenner
- 2013 – Nynorska barnlitteraturpriset för Nasevis